# Glauk Konjufca
Glauk Konjufca (Pristina, 25 luglio 1981) è un politico e attivista kosovaro attuale Presidente dell'Assemblea; è stato Presidente ad interim del Kosovo dal 22 marzo al 4 aprile 2021.

## Biografia
Nato a Pristina, ha studiato filosofia all'Università di Pristina. È stato un attivista del Movimento Vetëvendosje sin dalla sua fondazione nel 2005. Ha curato il settimanale del movimento ed è stato eletto all'Assemblea del Kosovo nel 2010. È stato vicepresidente dell'Assemblea dal 2011 al 2014 e di nuovo dal 2015 al 2017, e ha guidato il gruppo parlamentare Vetëvendosje dal 2014 al 2019.
Dopo la vittoria di Vetëvendosje alle elezioni parlamentari del 2019, Konjufca è stato nominato presidente dell'Assemblea il 26 dicembre 2019 con 75 voti a favore e 27 contro. Si è dimesso il 3 febbraio 2020 per diventare ministro degli affari esteri. Il 3 giugno 2020 con la caduta del governo si dimette.
È stato il secondo candidato più votato alle elezioni parlamentari del 2021.  Il 22 marzo 2021 è stato eletto presidente dell'Assemblea con 69 voti a favore 33 contro. Con la Presidenza vacante, Konjufca è anche presidente ad interim.